# 어니스트 윌킨스 주니어
제시 어니스트 윌킨스 주니어(Jesse Ernest Wilkins Jr., 1923년 11월 27일 – 2011년 5월 1일)는 미국의 핵 과학자, 기계공학자 및 수학자였다. 신동이었던 그는 13세에 시카고 대학교에 입학하여 그곳의 최연소 학생이 되었다. 어린 나이에 졸업하여 전국 언론에서 "흑인 천재"로 칭송받았다.
윌킨스는 유진 위그너와 함께 핵 원자로 내 중성자 에너지 분포를 추정하는 위그너-윌킨스 접근법을 공동 개발했는데, 이는 모든 핵 원자로 설계의 기초가 된다. 윌킨스는 나중에 1974년에 미국 핵 학회 회장이 되었다.
윌킨스는 70년 동안 광범위한 경력을 쌓았으며 순수 및 응용수학, 토목 및 원자력 공학, 광학 분야에 상당한 기여를 했다. 윌킨스는 제2차 세계 대전 동안 맨해튼 계획에 참여한 아프리카계 미국인 과학자 및 기술자 중 한 명이었다. 그는 또한 학계와 산업계에서 핵물리학 연구를 수행했다. 그는 수많은 과학 논문을 쓰고 여러 중요한 직책을 역임했으며 여러 중요한 상을 받았고 소수 학생들이 과학 분야에 진출하도록 도왔다. 그의 생애 동안 그는 종종 인종차별의 대상이었다.

## 교육 및 초기 경력
1940년, 윌킨스는 시카고 대학교에서 AB 수학 학위를 취득했다. 그는 같은 기관에서 수학 석사 및 박사 학위를 계속 이수하여 1941년과 1942년에 완료했다. 그의 학위논문 제목은 Multiple Integral Problems in Parametric Form in the Calculus of Variations였으며, 매그너스 헤스터네스가 지도했다.
처음에 연구직을 확보하지 못했던 윌킨스는 1943년부터 1944년까지 앨라배마주 터스키기에 있는 터스키기 대학 (현 터스키기 대학교)에서 수학을 가르쳤다.

## 맨해튼 계획
1944년 그는 시카고 대학교로 돌아와 맨해튼 계획의 일환으로 그곳의 야금 연구소에서 부 수리물리학자로, 그 다음에는 물리학자로 근무했다. 아서 홀리 콤프턴과 엔리코 페르미의 지휘 아래 윌킨스는 핵분열성 핵물질 추출을 연구했지만, 히로시마시에 원자폭탄이 투하된 후에야 연구 그룹의 궁극적인 목표를 알게 되었다. 윌킨스는 윌킨스 효과와 위그너-윌킨스 스펙트럼과 같은 여러 물리 현상의 공동 발견자 또는 발견자였다.

윌킨스의 팀이 오크리지 (테네시주)에 있는 오크리지 국립연구소 (당시 "X" 기지로 알려짐)로 이전될 예정이었을 때, 미국 남부의 짐크로 법으로 인해 윌킨스는 그곳에서 일할 수 없었다. 에드워드 텔러가 이 사실을 알게 되자, 그는 1944년 9월 18일 (당시 컬럼비아 대학의 전쟁 연구 책임자였던) 해럴드 유리에게 윌킨스의 능력에 대해 편지를 써서 윌킨스의 인종에 대한 현지 반응으로 인해 발생한 문제를 알리고 새로운 직책에 대한 그의 서비스를 추천했다. 텔러는 이렇게 설명했다. 
| “ | 높은 자격을 갖춘 인력이 요즘 부족하다는 것을 알기에, 이 직책에 유능한 사람을 제안하는 것이 유용하다고 생각했습니다. 야금 연구소 위그너 그룹의 윌킨스 씨는 위그너에 따르면 훌륭한 일을 해냈습니다. 그는 유색인이며 위그너 그룹이 "X"로 이동하기 때문에 그 그룹과 계속 작업할 수 없습니다. 그의 서비스를 우리 작업에 확보하는 것이 좋은 생각이라고 생각합니다. | ” |

윌킨스는 그 후에도 수학을 가르치고 유진 위그너 물리학자와 함께 중성자 흡수에 대한 중요한 연구를 수행했으며, 여기에는 수학적 모델 개발도 포함되었다. 그는 또한 나중에 전력 발전을 위한 원자로를 설계하고 개발하는 데 도움을 주었으며, 그러한 회사 중 한 곳의 공동 소유주가 되었다.

## 이후 경력

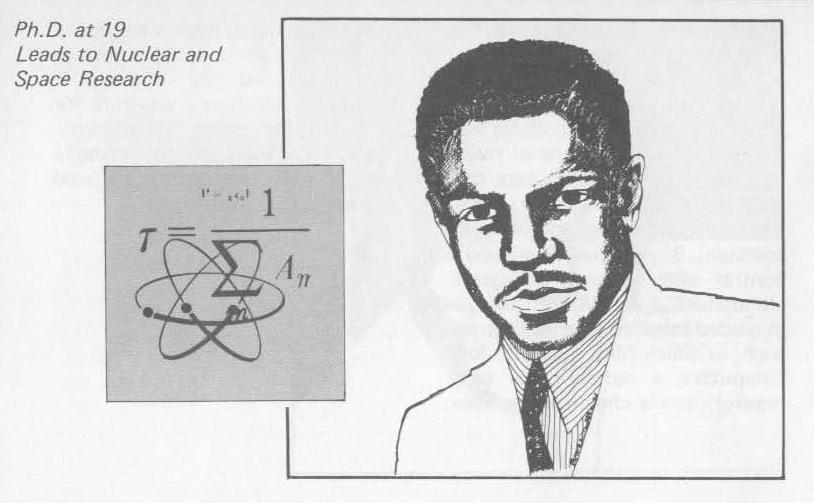
미국 에너지부 전기에서 발췌한 윌킨스의 스케치

프로젝트에서 수학자와 원자력 기술자 간의 의사소통을 개선하기 위해 윌킨스는 뉴욕 대학교에서 기계 공학 학사(1957) 및 석사(1960) 학위를 취득하여 평생 동안 5개의 과학 학위를 취득했다. 이는 그가 핵 시설을 설계하고 건설할 자격도 부여했다.
1970년에 윌킨스는 하워드 대학교에서 응용수리물리학 석좌교수로 재직했으며, 대학의 수학 박사 과정 설립을 도왔다. 하워드 재직 기간 동안 그는 1976년부터 1977년까지 아곤 국립 연구소에서 객원 과학자로 안식년을 가졌다.
1974년부터 1975년까지 윌킨스는 미국 핵 학회 회장을 역임했으며 1976년에는 미국공학한림원에 선출된 두 번째 아프리카계 미국인이 되었다.

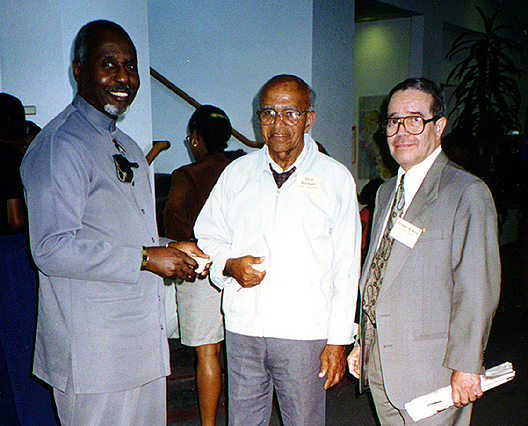
1995년 6월 캘리포니아 버클리에 있는 수리과학연구소(MSRI)에서 열린 아프리카계 미국인 수리과학자 회의(CAARMS)에 참석한 J. 어니스트 윌킨스 주니어(오른쪽). 왼쪽부터: 압둘림 샤바즈, 데이비드 블랙웰.

1990년부터 윌킨스는 조지아주 애틀랜타에서 클라크 애틀랜타 대학교의 응용수학 및 수리물리학 석좌교수로 살면서 일했으며, 2003년에 마지막으로 은퇴했다.
수년간의 연구를 통해 윌킨스는 미분기하학, 선형 미분 방정식, 적분, 원자력공학, 감마선 차폐 및 광학을 포함한 다양한 주제에 대한 100편 이상의 논문을 발표했으며, 그 과정에서 수많은 전문 및 과학 상을 받았다.

## 가족
윌킨스는 1947년 6월에 결혼한 첫 번째 아내 글로리아 루이즈 스튜어드(1980년 사망)와의 사이에 두 자녀를 두었고 1984년에 맥신 G. 말론과 결혼했다. 그는 2003년 9월 시카고에서 베라 우드 앤더슨과 세 번째 결혼을 했다. 그는 첫 번째 결혼에서 딸 샤론과 아들 J. 어니스트 3세를 두었다.
그의 아버지 J. 어니스트 윌킨스 시니어는 아이젠하워 행정부에서 미국 노동부 차관을 지냈다.
윌킨스는 두 명의 저명한 변호사의 삼촌이다: 데이비드 B. 윌킨스, 하버드 법학대학원 교수, 그리고 티모시 A. 윌킨스, 프레쉬필즈 브룩하우스 데링거의 파트너. 2010년에 윌킨스의 조카딸인 캐롤린 마리 윌킨스(보스턴 버클리 음악 대학 음악 교수)는 그녀의 전기 Damn Near White: An African American Family's Rise from Slavery to Bittersweet Success에서 윌킨스의 아버지와 그녀의 가족에 대해 더 일반적으로 썼다.

## 사망 및 유산
윌킨스는 2011년 5월 1일 애리조나주 파운틴 힐스에서 사망했다. 그는 5월 5일 국립 기념 묘지 케이브 크릭, 애리조나에 묻혔다.
윌킨스는 2023년 영화 오펜하이머에서 로널드 어거스트가 연기했으며, 전미 비평가 위원회와 미국 영화 연구소가 선정한 2023년 10대 영화 중 하나로 선정되었다.

## 경의 및 영예

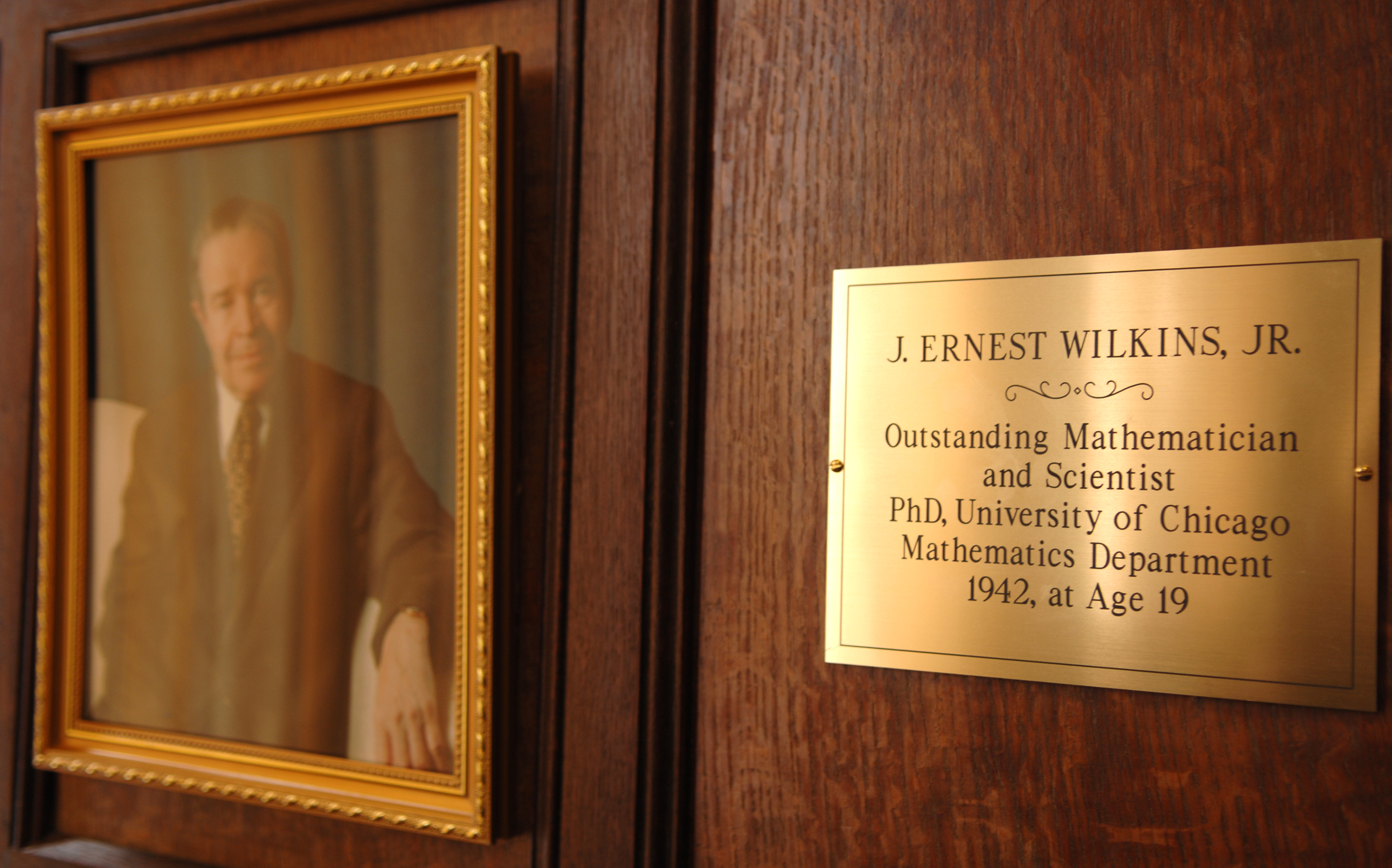
윌킨스의 초상화와 명판 2007년 시카고 대학교 물리과학부 에크하트 홀 티룸에 윌킨스를 기리는 명판 (제공: 댄 드라이)

- 1940년대에 발견된 윌킨스 효과, 그리고 위그너-윌킨스 및 윌킨스 스펙트럼은 그를 기리기 위해 명명되거나 공동 명명되었다.[9]
- 2007년 3월, 윌킨스의 모교, 시카고 대학교는 그의 초상화와 물리과학부 에크하트 홀 티룸에 명판을 헌정하는 특별 행사로 그를 기렸다.[8]
- 미국 육군 우수 민간 서비스 훈장, 1980년[25]
- NAM, 명예 종신 회원, 평생 공로상, 1994년[25]
- QEM 네트워크, 과학 거인상, 1994년[25]
- 에너지부, 특별 표창, 1996년[25]
- 시카고 대학교 동문회, 전문 업적 표창, 1997년[25]

## 회원 활동
윌킨스의 회원 활동은 다음과 같다:
- 카파 알파 프사이 형제회 1938년[25]
- 미국공학한림원, 회원, 1976년 선출;
- 미국기계공학회;
- 미국 핵 학회, 이사회, 1967–77년, 회장, 1974–75년;
- 미국 국립연구위원회, 원자로 안전 자문위원회, 위원장, 1990–94년;
- 오크리지 연합 대학, 이사회, 1990년;
- 미국 육군 과학위원회, 위원장, 1970–2001년.

## 엄선된 저술 및 기타 작품
이 작품에 나와 있는 대로:
텍스트
- 로버트 L. 헬렌스 및 폴 E. 츠바이펠과 함께, "수소 매질 내 중성자 감속 분포에 대한 실험 및 이론 정보 현황," 국제 원자력 평화적 이용 회의 회의록, 유엔, 1956년;
- "란다우 상수," 근사 이론의 발전, 네바이, 폴 및 앨런 핀쿠스, 편저, 아카데믹 프레스, 1991년;
- E. P. 위그너와 함께, 감속재 온도가 중성자의 속도 분포에 미치는 영향 및 H를 감속재로 사용한 수치 계산 보관됨 6월 4, 2011 - 웨이백 머신, 유진 폴 위그너 저작집 내, 스프링거-베를라그, 1992년;
- "무작위 삼각 함수 다항식의 실수 영점의 평균 개수. II," 하나 또는 여러 변수의 다항식 및 그 응용에 대한 주제, 월드 사이언티픽 퍼블리싱, 1993년.

정기 간행물
- 허버트 골드스타인 및 L. 볼륨 스펜서와 함께, 감마선 침투의 체계적인 계산, 피지컬 리뷰, 1953년;
- "변분법에서 다중 적분에 대한 실버맨 필요 조건", 미국 수학회 회보, 1974년;
- "힐베르트 공간에서의 변분 문제", 응용 수학 및 최적화, 1975–76년;
- 케샤브 N. 스리바스타바와 함께, "최소 임계 질량 핵 원자로, 1부 및 2부", 원자력 과학 및 공학, 1982년;
- J. N. 키베와 함께, "최대 중심 조도 및 지정된 큰 레일리 해상도 한계를 위한 아포다이징 II", 미국 광학회 저널 A, 광학 및 이미지 과학, 1984년;
- "준평활 함수의 클래스에 대한 연속성 모듈러스", 미국 수학회 회보, 1985년;
- "무작위 다항식의 실수 영점 예상 개수에 대한 점근적 확장", 미국 수학회 회보, 1988년;
- "적분 부등식", 미국 수학회 회보, 1991년;
- 샨타이 A. 서터와 함께, "무작위 삼각 함수 다항식의 실수 영점의 평균 개수. III", 응용 수학 및 확률적 분석 저널, 1995년;
- "무작위 르장드르 다항식 합의 실수 영점 개수의 기대값", 미국 수학회 회보, 1997년;
- "무작위 삼각 함수 다항식의 실수 영점 평균 개수 IV", 응용 수학 및 확률적 분석 저널, 1997년;
- "무작위 쌍곡선 다항식의 실수 영점 평균 개수", 국제 수학 및 수학 과학 저널, 2000년.

기타 작품
- "열 전달을 위한 확장 표면 최적화", 비디오 녹화, 미국 수학회, 1994년.

전기
- J. 어니스트 윌킨스 주니어, MAA 온라인 웹사이트, 2003년 11월 19일, 원래 국립 수학자 협회 NAM 뉴스레터, 가을호, 1994년에 게재;
- J. 어니스트 윌킨스 주니어, 아프리카 디아스포라의 수학자, 뉴욕 주립 대학교 버팔로 캠퍼스, 2003년 11월 19일;
- 오코너, J.J. & 로버트슨, E. F., 제시 어니스트 윌킨스 주니어, 맥튜터 수학사 아카이브, 2002년 4월;
- 아구, 케치 & 은콴타, 아사모아, 수학의 아프리카계 미국인: DIMACS 워크숍, 1996년 6월 26–28일, 내서니얼 딘 편, NSF 이산 수학 및 이론 컴퓨터 과학 과학 기술 센터, AMS 북스토어, 1997년, ISBN 978-0821806784;
- 아구, 케치 & 은콴타, 아사모아, "J. 어니스트 윌킨스 주니어 박사: 그와 그의 작품: 수학자, 물리학자, 엔지니어", 내서니얼 딘, 편, 아프리카계 미국인 수학자, (프로비던스, RI: 미국 수학회, 1997년), pp. 195–205;
- "J. 어니스트 윌킨스 주니어", 1900년부터 현재까지의 주목할 만한 과학자, 게일, 2001년.
- 케슬러, 제임스 H., 키드, J. S., 키드, 레니 A. & 모린, 캐서린 A., 20세기 저명한 아프리카계 미국인 과학자, 오릭스 프레스, 1996년, pp. 331–334, ISBN 978-0897749558.
- 텁스, 빈센트. "천재의 적응." 에보니 매거진, 1958년 2월, pp. 60–67.
- 뉴웰, V.K., 편집. 흑인 수학자 및 그들의 작품, 1980년.

## 같이 보기
- 아프리카계 미국인 발명가 및 과학자 목록
- J. 어니스트 윌킨스 시니어, 윌킨스의 아버지이자 백악관 내각 회의에 참여한 최초의 아프리카계 미국인